# Tetrafluorboorzuur
Tetrafluorboorzuur is het geconjugeerd zuur van tetrafluorboraat, met als brutoformule HBF4. De stof komt voor als een kleurloze en heldere corrosieve vloeistof, die mengbaar is met water. Het is meestal verkrijgbaar als oplossing in di-ethylether of water. Tetrafluorboorzuur is een sterk zuur en vergelijkbaar qua zuurtegraad met salpeterzuur.

## Synthese
Zuiver tetrafluorboorzuur is nog nooit gesynthetiseerd, wel de oplossing in water. De waterige oplossing wordt bereid door boorzuur op te lossen in waterstoffluoride bij een temperatuur van 20 tot 25 °C. Slechts 1 op de 4 ingebrachte fluorzuurmoleculen zal reageren tot tetrafluorboorzuur; de rest reageert tot boortrifluoride:
{\displaystyle {\ce {H3BO3 + 4HF -> H3O+BF4- + 2H2O}}}
Een tweede mogelijke bereidingswijze van de waterige oplossing is door middel van reactie tussen hexafluorkiezelzuur en boorzuur, gevolgd door het weghalen van het gevormde siliciumdioxide.
Een derde mogelijkheid, om het watervrije product te bereiden, is een reactie tussen boortrifluoride en waterstoffluoride:
{\displaystyle {\ce {BF3 + HF -> HBF4}}}

## Toepassingen
Tetrafluorboorzuur wordt als katalysator gebruikt bij alkylaties en polymerisaties. De waterige oplossing wordt in een galvanische cel gebruikt als elektrolyt.

## Toxicologie en veiligheid
De stof ontleedt bij verhitting en bij verbranding, met vorming van giftige en corrosieve dampen, onder andere waterstoffluoride en moleculair fluor. De stof is een sterk zuur en ze reageert hevig met basen. Tetrafluorboorzuur tast vele metalen aan met vorming van het brandbare en ontplofbare waterstofgas.
De stof is corrosief voor de ogen, de huid en de luchtwegen. Inademing van de aerosol kan longoedeem veroorzaken.
Bij een langdurige of herhaalde blootstelling kunnen er effecten op het skelet en de tanden optreden, met als gevolg fluorosis dentalis.